# سیاست حسن روحانی درباره اشتغال و بیکاری
حسن روحانی پیش از انتخابات ریاست جمهوری سال ۱۳۹۲ گفته بود در سال ۱۳۸۴، ۲۰ میلیون و ۸۶۰ شاغل داشتیم و در سال ۱۳۹۱، ۲۰ میلیون ۶۰ هزار نفر. این وضعیت در حالی است که قرار بود بیش از یک میلیون و ۵۰۰ هزار موقعیت شغلی در سال ایجاد شود. نخبگان به جای سودمند بودن برای ایران خود سعی می‌کنند راهی برای خروج از کشور بیابند. ولی باید دانست افتخار برای کشوری است که جوانان کشور در میان هم محلی‌ها، دوستان، همکارانش با کار مناسب دارای عزت و سربلندی باشد. بیکاری به دلیل این است که فضای کشور فضای بهبود کسب و کار نیست. روحانی اعتقاد دارد زمینه برای رفع بیکاری مهیا است اما مشکل این است که برنامه‌ریزی صحیح وجود ندارد. حسن روحانی در نخستین نشست خبری خود  در خصوص اشتغال دانش‌آموختگان گفت: دانشجویان باید پس از پایان تحصیلات به مشاغل مورد نظر خود دست پیدا کنند.
حسن روحانی در تاریخ ۲۳ تیر ۱۳۹۲ در مجلس شورای اسلامی در خصوص بیکاری فارغ التحصیلان گفت در چهار سال آتی بین چهار تا پنج میلیون جوان دانش‌آموخته دانشگاهی بیکار خواهیم داشت. تعداد کسانی که در طول ۸ سال گذشته مشغول به کار شده‌اند، بسیار اندک است. براساس آمار مرکز آمار بین سال‌های ۱۳۸۵ تا ۱۳۹۰ رقم شاغلان سالی ۱۴۰۰۰ نفر بوده‌است.
حسن روحانی برای تشکیل کابینه دولت تدبیر و امید، چهار کارگروه اقتصادی، سیاست خارجی، سیاست داخلی و مسائل فرهنگی و اجتماعی را تشکیل داده است که زیر نظر این چهار کمیته؛ ۲۰ کارگروه مشغول به کار هستند، از ۵۰۰ نفر از صاحبنظران و شخصیت‌های فرهیخته، دانشگاهی با سابقه کار اجرایی یا قانون‌گذاری و بسیاری از تشکل‌های مردمی نیز استفاده کرده‌است.
روحانی می‌گوید در پایان سال ۱۳۹۲  حدود ۴۰۰ هزار نفر متخصص کامپیوتر بیکار و ۱۰۰ هزار مهندس بیکار داشته‌ایم. هر سال در دانشگاه‌های ایران ۹۰۰ هزار فارغ‌التحصیل خارج می‌شوند اما متذکر می‌شوم که تمامی مسائل با رونق در سایه بهبود محیط کسب و کار امکان‌پذیر است و این مسئله یکی از اهداف دولت بنده یعنی دولت تدبیر و امید است و این دولت در کوتاه‌مدت نیز بسته‌های تشویقی امید خواهد داشت.
روحانی نخستین گام دولت تدبیر و امید را کاهش در کاهش نرخ بیکاری می‌داند و می‌گوید کشور ایران استعداد فراوانی برای اشتغال و رونق در همه زمینه‌ها دارد.
روحانی می‌گوید دستکم سه میلیون و ۳۰۰ هزار نفر بیکار در ایران وجود دارد اگر این افراد مشغول به کار گردند و هر کدام به اندازه یک میلیون به بخش تولید خدمت کنند نتیجه آن می‌شود که در هر ماه سه میلیون نفر به کشور خدمت می‌کنند.
روحانی راه حل دولت تدبیر و امید برای رفع مشکل بیکاری را در سه راهکار خلاصه کرده‌است:
- انبساط در تقاضا
- انقباض در عرضه
- انعطاف در محیط و پرداخت بیمه بیکاری

حسن روحانی راهکارهای ایجاد شرایط برای کار و تولید ملی، اشتغال و رفع بیکاری را در موارد زیر می‌داند:
- بهتر شدن وضعیت سرمایه‌گذاری برای بخش خصوصی و حل معضلات کسب و کار با اجرای قانون بهبود مستمر محیط کسب و کار، مصوب اسفند ۱۳۹۰ مجلس شورای اسلامی
- اشاعه و توانمند کردن فرهنگ تولید، کار، کارآفرینی و بهره‌گیری از محصولات تولید شده در داخل
- تعلیم نیروی انسانی کارشناس، مجرب و کارآمد متناسب با احتیاجات تقاضای کار
- آفرینش مجال‌های کاری پایدار با تأکید بر بهره‌گیری از گسترش فناوری و اقتصاد دانش‌محور و آینده‌نگری نسبت به تغییرات آن‌ها در سطح ملی و بین‌المللی
- ساخت و سامان‌دهی فراگیر اطلاعات بازار کار
- بهتر شدن محیط کسب و کار و ارتقای شاخص‌های آن و پشتیبانی از بخش‌های خصوصی و تعاونی و رقابت از راه بازبینی مقررات و قوانین
- کارگشایی از مشکلات تولید در کشور مثل دولتی بودن اقتصاد و نابرابر بودن رقابت در اقتصاد ایران
- واگذاری تسهیلات بانکی به کارآفرینان و ساقط کردن بروکراسی‌های وسیع برای اخذ تسهیلات بانکی
- دلگرمی اشخاص به سرمایه‌گذاری و جذب سرمایه‌گذاران خارجی در داخل برای ایجاد بنگاه‌های نوی تولیدی و اقتصادی

حسن روحانی همچنین برای تعلیم رشته‌های کاری مورد احتیاج به منظور اشتغال با استاندارد روز دنیا راه‌حل‌های زیر را پیشنهاد می‌دهد:
- واگذاری سامانه تعلیمی شایسته برای نوجوانان از دوران کودکی با هدف ثبات در راه درست موفقیت
- فراهم کردن شرایط خوب و مساعد برای جوانان به منظور فراگیری مهارت‌های روز کشورهای خارجی
- کم کردن هزینه آموزش و همگانی کردن آن

حسن روحانی همچنین می‌گوید «اساساً می‌دانید که الان یک معضل بزرگ ما معضل بیکاری است و این که کشور ما امروز نزدیک سه و نیم میلیون بیکار دارد این از آن نقاطی هست که بسیار غم انگیز هست برای کشور ما چون بیکاری به غیر از مشکلات اقتصادی خیلی تبعات دیگری هم به همراه خودش خواهد داشت و خوب در میان بیکاران عدد بیکاران فارغ‌التحصیل دانشگاه‌ها خیلی زیاد هست هشتصد و شصت و هفت هزار فارغ‌التحصیل دانشگاهی بیکار امروز وجود دارد و بنابراین باید طراحی بشود برای شغل آن‌ها برای اشتغال راه حل راه حل اساسی رونق هست یعنی ما باید تولید را به حرکت در بیاوریم شما وقتی می‌بینید هر روز یک کارخانه‌ای تعطیل می‌شود حتی آن که شاغل هم هست دارد بیکار می‌شود وقتی یک کارخانه جدید افتتاح می‌شود معنی اش این هست که افراد جدیدی می‌توانند مشغول به کار بشوند وقتی بهره‌وری بالا می‌رود در یک کارخانه معناش این هست که ظرفیت جدید دارد ایجاد می‌شود وقتی ما در جامعه ما بتوانیم تولید را به حرکت در بیاوریم بحث اشتغال را ما می‌توانیم حل و فصل بکنیم البته فناوری‌های نو خیلی می‌تواند اشتغالات جدید برای ما ایجاد کند با سرمایه‌های کم ما باید در زمینه مشاغلی که سرمایه زیادی نمی‌خواهد حتی مشاغلی که می‌تواند در کنار گوشه خانه هم دو نفر برادر بتوانند آن کار را انجام بدهند ما ابزار لازم را در اختیار آن‌ها بگذاریم این کار باید آغاز بشود و شروع بشود به اعتقاد من یکی از مهم‌ترین وظایف دولت آینده بحث اشتغال است من در برنامه دولت تدبیر و امید که این برنامه تدوین شده در بخش‌های مختلف این برنامه در اختیار مردم قرار گرفته جوان‌های عزیز ما قاعدتاً بعضی هایشان این برنامه را دیدند یا خواهند دید در این برنامه یک بخش به بحث اشتغال ما پرداختیم که چگونه و از چه راههایی ما می‌توانیم اشتغال را به وجود بیاوریم و ایجاد بکنیم هم باید در بخش تقاضای کار انبساط به وجود بیاوریم هم در بخش عرضه باید انقباض به وجود بیاوریم هم برای محیط کار باید بتوانیم انعطاف به وجود بیاوریم این سه راهبرد در این بخش اشتغال آمده و برای همه آن‌ها هم راه حل‌های ریز تدوین شده که ما بتوانیم در سال اول چه اقداماتی انجام بدهیم و در سال‌های بعد چگونه بتوانیم ادامه بدهیم که ما بتوانیم موضوع بیکاری را حل و فصل کنیم به ویژه آن‌هایی که تحصیل‌کرده دانشگاه هستند یعنی در واقع سرمایه ملی عظیمی مردم ما مصرف کردند دانشگاه تأسیس شده‌استاد تربیت شده محیط دانشگاهی آماده شده جوان شبانه روز زحمت کشیده برای شب‌های کنکورش چقدر نخوابیده چقدر مشکلات دیده چه دعاهایی پشتش بوده تا وارد دانشگاه بشود حالا وارد دانشگاه شده آن زمان‌هایی که ما دانشجو بودیم یعنی دهه چهل هر کی وارد دانشگاه می‌شد معناش این بود که تنها وارد دانشگاه نشده اصلاً یک شغل خوب با کسب درآمد بالا با یک مزد شایسته تضمین شده دیده می‌شد واقعاً ین طور بود ولی امروز متأسفانه جوان ما دوران تحصیل دانشگاهی اش را تمام می‌کند نه تنها در حد کارشناسی حتی کارشناسی ارشد حتی دکترا تازه که فارغ‌التحصیل نهایی می‌شود تازه دنبال کار می‌گردد تا کی به یک کار برسد و گاهی هم ناچار می‌شود کاری را انتخاب بکند که شایسته او نیست یا متناسب با تحصیلات و رشته تحقیقی او نیست این هم باز یک ضربه‌ای به کشور و سرمایه کشور است که دانشجو در یک رشته‌ای درس بخواند بعد برود در یک جای دیگری که هیچ تناسبی با رشته تحصیلی اش ندارد کار بکند واقعاً به معنای اتلاف سرمایه ملی است امیدوارم با یک برنامه ویژه برای آن‌هایی که فارغ‌التحصیل دانشگاه هستند بتوانیم شغل مناسب را ایجاد بکنیم و این کار ظرف سال اول ما می‌توانیم تحول اول را شاهد باشیم.»
حسن روحانی می‌گوید مسئله دیگری که دولت در عرصه اقتصادی با آن مواجه است موضوع بیکاری در کشور است. بر اساس آماری که اخیراً اعلام شده در کل کشور ۱۲٫۵ درصد بیکاری وجود دارد که البته برای دوره سنی ۱۹ تا ۳۴ سال این رقم بسیار بالا است.

« ایجاد شغل تنها در سایه رونق اقتصادی ممکن خواهد بود. »

حسن روحانی در مجلس خبرگان رهبری، ۱۳ شهریور ۱۳۹۲

## اشتغال فارغ التحصیلان
حسن روحانی با بیان اینکه علاوه بر چالش‌های گوناگونی که اقتصاد با آن مواجه است با تعداد زیادی از فارغ‌التحصیلان دانشگاه‌ها که شغل مناسب برای آن‌ها وجود ندارد به‌طور طبیعی در سال‌های آینده مواجه خواهیم شد، گفت: در حال حاضر ۴ میلیون و ۵۰۰ هزار دانشجو در دانشگاه‌های کشور مشغول تحصیل هستند که سالانه در حدود ۹۰۰ هزار نفر از آن‌ها فارغ‌التحصیل شده و خواستار شغل متناسب با تحصیلات خود هستند.

## زنان
حسن روحانی در یکی از سخنرانی‌های گفت در حال حاضر مسئله بیکاری زنان خیلی زیاد است و ۶۶ درصد افراد بین ۲۰ تا ۲۹ سال امروز جزو افراد بیکار جامعه هستند.

## اشتغال و بیکاری در کتاب‌ها
کتاب امنیت ملی و نظام اقتصادی ایران یکی از آثار حسن روحانی است. فصل ۱۰ این کتاب دربارهٔ اشتغال، بازار کار و امنیت ملی و فصل ۱۱ در خصوص مسئله فرار سرمایه انسانی و امنیت ملی می‌باشد.